# Baraonda Edizioni Musicali
Baraonda Edizioni Musicali S.r.l. è un'etichetta discografica italiana nata nel gennaio del 1990 e gestita dal general manager Lorenzo Suraci, patron di RTL 102.5. Possiede, mediante quote divise in egual misura con RDS e Radio Italia, la casa discografica Ultrasuoni.
La società, che inizialmente faceva parte del gruppo AFI (Associazione Fonografici Italiani), dal 17 giugno 2014 effettua il passaggio a PMI (Produttori Musicali Indipendenti).
Solo nel 2014 si stima che l'azienda abbia fatturato un milione di euro con 325.000 euro di utili e che abbia inoltre ricavato 200.000 euro di dividendi dalla sua partecipazione (33,33%) in Ultrasuoni.

## Artisti
Attuali
Passati
- Bianca Atzei
- Cristiano Malgioglio
- Dear Jack
- Jerry Calà
- Mariella Nava
- Paolo Meneguzzi
- The Kolors
- Tecla Insolia
- Timothy Cavicchini
- Zero Assoluto

## I dischi pubblicati
| Numero di catalogo | Anno | Interprete           | Titoli                                 |
| ------------------ | ---- | -------------------- | -------------------------------------- |
| BRD140001          | 2014 | Dear Jack            | Domani è un altro film (prima parte)   |
| BRD140002          | 2014 | AA.VV.               | Exodus Nomadi Live                     |
| BRD150001          | 2015 | Dear Jack            | Domani è un altro film (seconda parte) |
| BRD150002          | 2015 | Bianca Atzei         | Bianco e nero                          |
| BRD150003          | 2015 | The Kolors           | Out                                    |
| BRD160001          | 2016 | Dear Jack            | Mezzo respiro                          |
| BRD160002          | 2016 | The Kolors           | Out [Deluxe Edition]                   |
| BRD160003          | 2016 | Chiara Grispo        | Blind                                  |
| BRD170001          | 2017 | The Kolors           | You                                    |
| B081RZ79VP         | 2019 | Cristiano Malgioglio | Notte perfetta                         |